# Бібліотека (пам'ятка)
Бібліотека (житловий будинок) — памʼятка місцевого значення у Володимирі. Розташована за адресою: м. Володимир, вул. Коперніка, 3.

## Історія

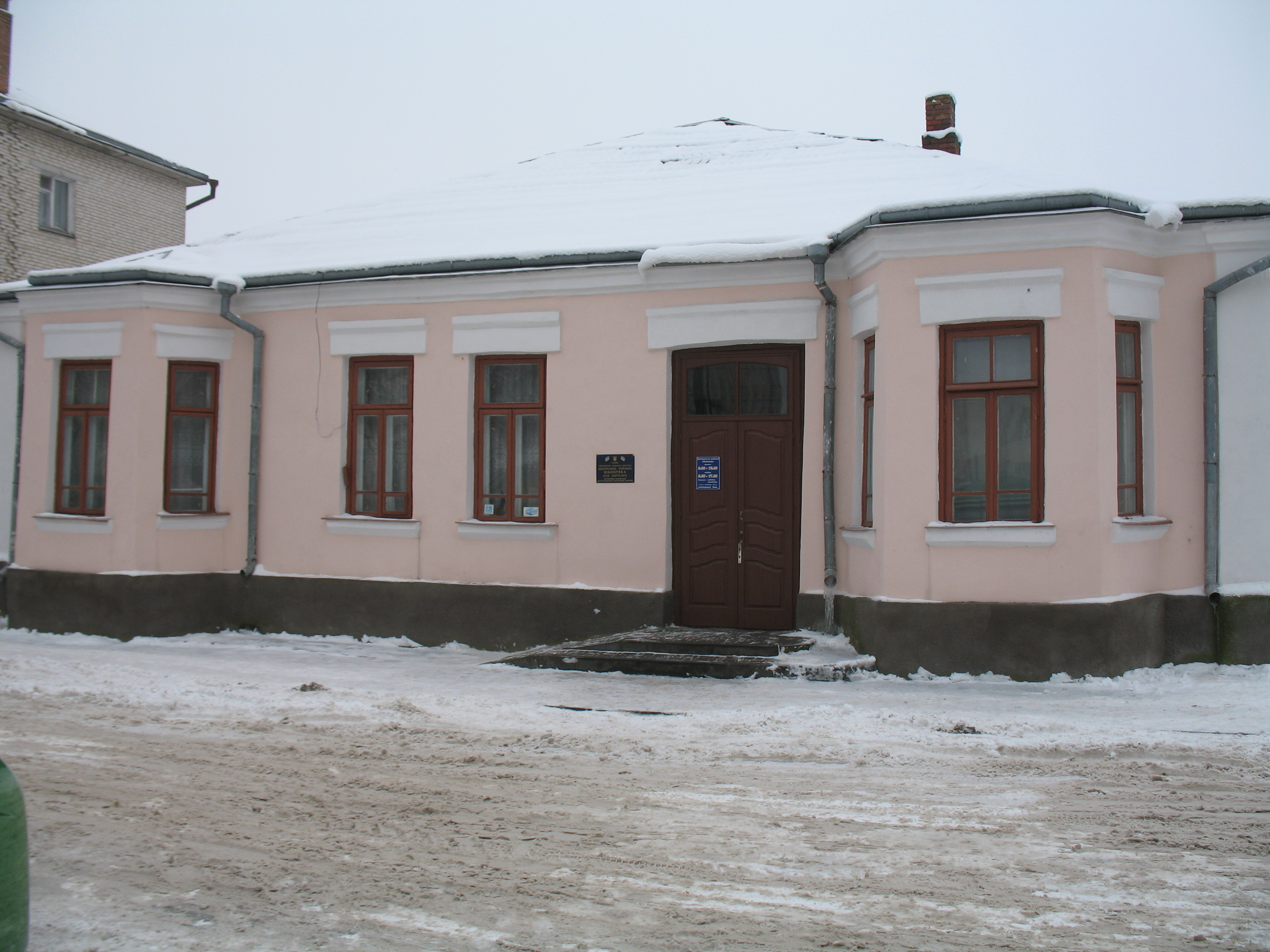
Бібліотека

Будинок збудовано 1901 р. у стилі пізнього модерну як житло для священика. У міжвоєнний час, ймовірно, у цьому будинку розташовувалось місцеве відділення Російського благодійного товариства. Організацію очолював колишній міський голова (до 1915 р.) Іван Зубович, до її складу входило 86 осіб. Це були переважно російські емігранти та представники довоєнної російської інтелігенції.
Під час Другої світової війни будинок використовувався як редакція газети «Червоний прапор» (1939—1941 рр., за радянської окупації) та адміністративна споруда (відділення гестапо) — у 1941—1944 рр., за нацистської окупації.
В радянський час приміщення зазнало кардинальної перебудови. Великі кімнати розділено на маленькі і облаштовано гуртожиток та бібліотеку. У 1968 р. з тильного (західного) боку дому добудували чотири кімнати, де розмістили народний краєзнавчий музей «Народжені бурею» (діяв до 1988 р.). У 2000 р. до південного фасаду прибудовано паливну.
Розпорядженням голови Волинської обласної державної адміністрації № 553 від 24 грудня 2002 р. будівля взято на державний облік як памʼятка місцевого значення. Охоронний номер № НВ-18. Охоронна дошка відсутня.
Зараз будівля перебуває у власності Устилузької міської і сільських рад Володимир-Волинського району. Там розташована районна бібліотека.

## Опис
Будинок одноповерховий. Цегляний, тинькований, прямокутний в плані. Головний фасад акцентований гранчастими ризалітами, прямокутні прорізи вікон оздоблені сандриками. Наріжні кути підкреслені пілястрами. Фасадні стіни завершені карнизною тягою.
В інтерʼєрі декор відсутній, в деяких кімнатах зберігся ліпний карниз. Дверні та віконні наповнення деревʼяні. Планування будинку змінено через кількаразові перебудови.
Дах чотирисхилий.